# Tiélé
Tiélé è un comune rurale del Mali facente parte del circondario di Kati, nella regione di Koulikoro.